# Falcon Air Meet

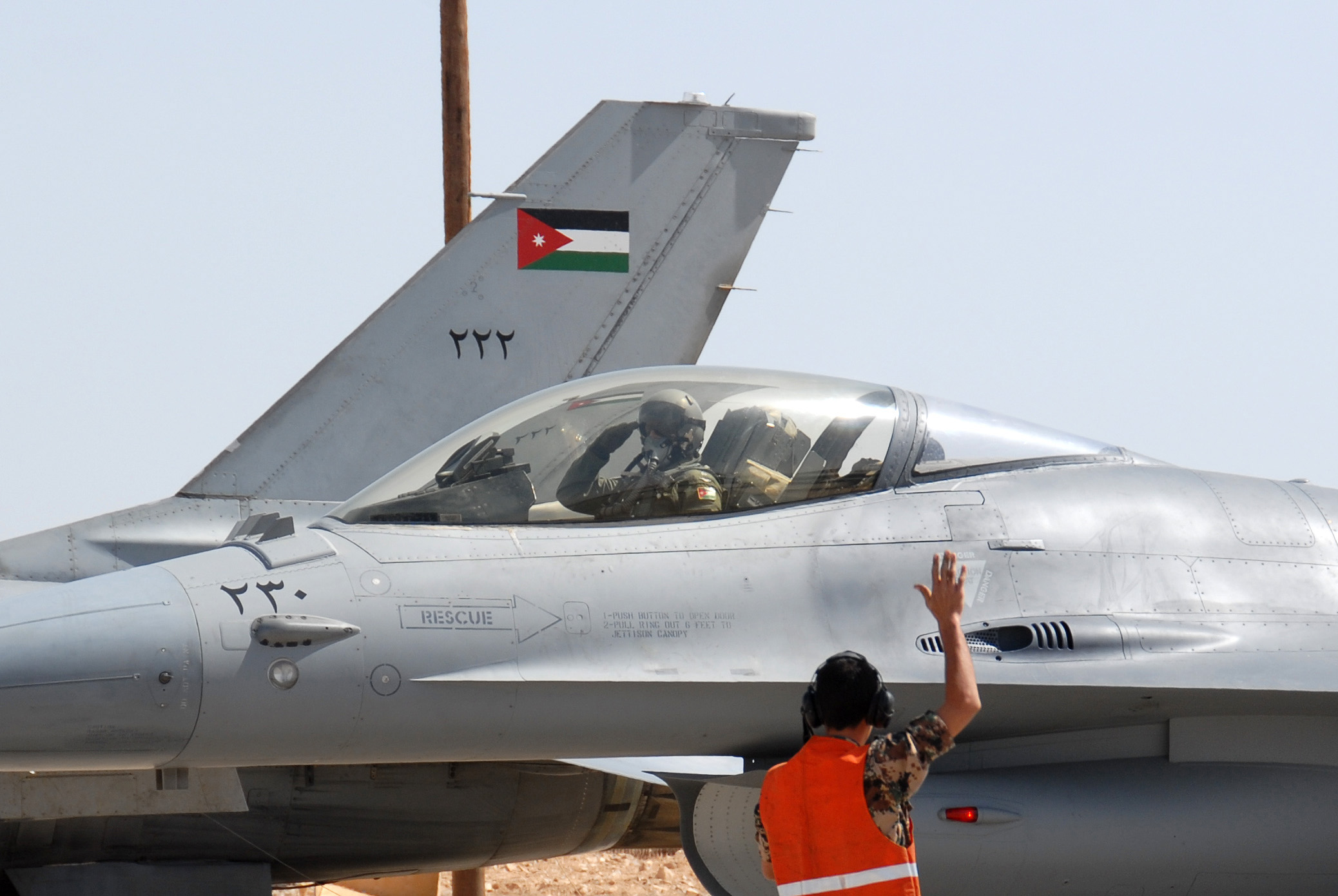
A Jordán Királyi Légierő egyik F–16AM-je az azraq-i légi támaszponton 2007-ben, a Falcon Air Meet 2007 idején

A Falcon Air Meet (röviden: FAM) a Jordán Királyság területén évenként szervezett nemzetközi légi hadgyakorlat, melyre több, F–16 Fighting Falcon vadászbombázót üzemeltető ország meghívott. A gyakorlat házigazdája a Jordán Királyi Légierő, helye rendszerint az azraq-i légi támaszpont. Célja a különböző nemzetiségű és vallású, de azonos repülőgép-típust üzemeltető légierők közötti kapcsolat megteremtése, ápolása, elsősorban a jordán pilóták kiképzettségi szintjének fejlesztése, az európai országok pedig a trópusi éghajlati körülmények közötti üzemet gyakorolhatják. Az első Falcon Air Meet-et 2006-ban rendezték meg.
Hasonló rendezvény a holland szervezésű Falcon Autumn.

## Versenyszámok
A versenyszámok az egyes rendezési években némiképp eltérőek. Alább a 2009-es verseny számai:
1. Nagy erejű alkalmazás (Large Force Employment (Air-to-Ground Competition)): két részes verseny, melyben először támadás éri a légi támaszpontot, így a leggyorsabban és a legnagyobb létszámban levegőbe kell emelkedni, majd 500 fontos Mk 82-es gyakorlóbombákat dobnak le célra, mért idő alatt.
2. Később ellentámadást hajtanak végre éles Mk 82-esekkel meghatározott paraméterek mellett: repülési sebesség, süllyedési sebesség, oldási magasság, pontosság (fő pont) és célzási idő (time-on-target). Maximálisan 200 pont érhető el (100–100 pont). Ezt Offensive Counter Air-nek is nevezik. Az légi ellentámadás megkezdése előtt légi utántöltéssel üzemanyagot vételeznek. Szárazföldi különleges műveleti erőiknek túszokat kell kiszabadítaniuk, melyet felülről a „koalíciós” F–16-osok fedeznek. A szárazföldi csapatokkal való koordinációt JTAC-ek, előretolt megfigyelők is segítik, akik majd a túszmentést követően megszervezik és irányítják a légitámadást.
3. Készültségi indítás és elfogás (Scramble Launch and Intercept): itt két pilóta és két-két kiszolgáló személyzet összeszokottságát díjazzák, mikoris riasztást követően a pilóta és kétfős kiszolgálója 10 méterre a géptől rajtol, majd ráfutva a gépeiket előírt biztonságos indítás után kigurulnak a futópálya-küszöbhöz. Majd a pilóták felszállva a célra repülnek és elfogják azt. A leggyorsabb nyer, maximálisan 10 pont érhető el.
4. Érkezési formáció díj (Formation Arrival Award): négygépes kötelékkel hajtják vére, szimmetrikus formációban kell egy meghatározott cél felé érni. 100 pont érhető el.
5. Fegyver-felfüggesztési verseny (Weapon Load Competition): két-két darab légiharc-rakétát – törővégekre AIM–120-at, a külsőkre AIM–9-et –, illetve bombákat kell egy-egy F–16-osra felfüggeszteni, a leggyorsabban, biztonságosan és megbízhatóan.
6. Összesített karbantartási díj (Top Overall Maintenance Award): az előbbi versenyszámok összesített értéke.

## Résztvevők
2010
Négy nemzet repülőcsapatai vettek részt a versenyen: Jordánia, Egyesült Arab Emírségek, Pakisztán, valamint az Amerikai Haditengerészet – a USS Harry S. Truman fedélzetéről a VFA–32 század F/A–18C Hornetjei és F/A–18E Super Hornetjei – és a Légierő – a 77. vadászszázad F–16C Block 50-esei (93–0536). Unikum típusként a Pakisztáni Légierő 7. Bandits századának Mirage III ROSE gépeit indította a versenyen.
2009
A házigazda az azraq-i támaszpontú 2. és 6. század F-16A/B ADF-jei voltak, mellettük részt vettek az Amerikai Légierő Dél-karolinai légi nemzeti gárda (SCANG) 169. vadászezredének (169th Fighter Wing) F–16CM-jei (AF92–0909), valamint a Belga Légierő 349. századának (349 Smaldeel) F–16AM-jei (FA–82) Kleine Brogelből, illetve a Kolorádói légi nemzeti gárda (CANG) 140. ezrede vezette a bíráskodást. Először a rendezvények között vettek részt JTAC-ek (Joint Terminal Attack Controller) és különleges műveleti csoportok is, melyek a légi műveletek szárazföldi segítségét adták. A hatodik versenyszámmal összesítve a SCANG nyerte ezt az évet.
2006
Jordániai, amerikai és belga F–16-osok részvételével rendezték meg az elsőt, melyen megfigyelők voltak Bahrein, Olaszország, Omán, Pakisztán, Egyesült Arab Emírségek és Szaúd-Arábia légierőinek képviselői.

## Hadgyakorlatok
- Falcon Air Meet 2012 – 2012.
- Falcon Air Meet 2011 – 2011.
- Falcon Air Meet 2010 – 2010. október 19–november 2.
- Falcon Air Meet 2009 – 2009. október 18–november 3.
- Falcon Air Meet 2008 – 2008.
- Falcon Air Meet 2007 – 2007. május 14–június 1.
- Falcon Air Meet 2006 – 2006.